# Juan Antonio de Artigas
Juan Antonio de Artigas y Ordovás (La Puebla de Albortón , Zaragoza, e/ agosto y noviembre de 1693—Montevideo, gobernación del Río de la Plata, Virreinato del Perú, 8 de abril de 1775) era un militar, colonizador, hacendado y funcionario español que combatió en el bando borbónico de la guerra de sucesión y cuando pasó a la sudamericana gobernación rioplatense fue designado en el cargo de alcalde de hermandad de la campiña de Montevideo en 1730 y posteriormente en el mismo territorio como alcalde provincial en 1735, en 1742 y en 1743. Al ser su concuñado Jorge Burgues el primer poblador civil montevideano, el capitán Artigas pasaría a ser el primer poblador militar permanente de Montevideo. Era padre del alcalde provincial Martín José de Artigas, abuelo del general revolucionario rioplatense José Gervasio de Artigas, devenido en caudillo oriental federal y considerado por la actual República Oriental del Uruguay como su héroe nacional, y trastarabuelo del concejal nacional sorianense Dionisio Viera Lacarra-Artigas.

## Biografía hasta la migración a Sudamérica

### Origen familiar y primeros años
Juan Antonio Artigas y Ordovás había nacido entre los meses de agosto y noviembre de 1693 en la La Puebla de Albortón del Reino de Aragón, que con el de Castilla a través de la unión dinástica de la Monarquía Hispánica habían conformado a la Corona de España desde 1516 con el autoproclamado soberano Carlos I, de origen austro-flamenco.
Era hijo del agricultor Valerio Blas de Artigas Zaragozano (Albortón, 8 de febrero de 1665 - f. ca. 1719), dedicado a las tierras, hacienda y empresa familiar, y de su esposa María de las Aguas Ordovás (n. Zuera de Zaragoza, ca. 1673), y fue bautizado el 2 de diciembre del año de nacimiento en la iglesia de San Sebastián de la villa de Albortón. Tenía un único hermano llamado Ignacio de Artigas Ordovás (n. ib., ca. 1695) que se había hecho sacerdote hacia 1714.
Sus abuelos paternos eran los terratenientes José de Artigas Benedit (Albortón, ca. 1622 - ib., ca. 1720) —un hijo de Jaime de Artigas (n. ib., 1596) y de Gracia Benedit (n. ib., 1600)— y su esposa Gracia Zaragozano y de la Hoz (n. ib., 1626), que a su vez fuera una hija de Domingo Zaragozano (n. ib., 1600) y de Gracia de la Hoz (n. ib., 1604).

### Soldado en la Guerra de Sucesión Española

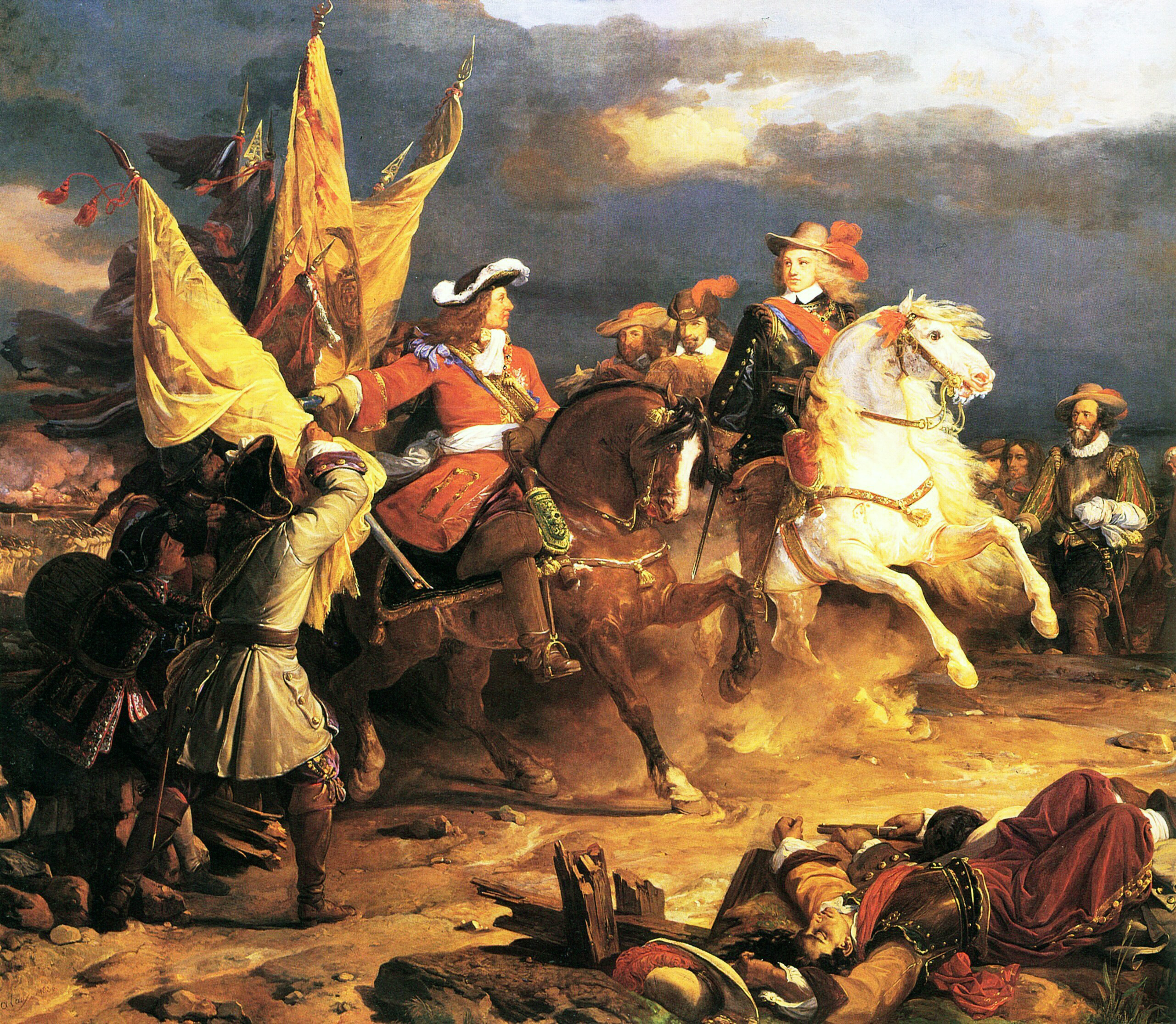
El Duque de Vendôme y Felipe V de España en la victoria estratégica franco-española de la batalla de Villaviciosa de 1710 (por Jean Alaux, Versalles).

Al producirse el fallecimiento sin descendencia de rey Carlos II, quien fuera el último representante de la Casa de Habsburgo, y de acuerdo con su testamento, el rey Luis XIV de Francia proclamó como nuevo soberano de España a su nieto Felipe de Borbón, lo que provocó la Guerra de Sucesión Española de índole internacional en 1701. En el año 1709 Juan Antonio Artigas Ordovás se alistó como soldado de caballería en el «Regimiento de Rosellón Nuevo», bajo el mando del coronel Juan de Zerecera.
Durante la contienda por el trono entre el rey Felipe V de España de la Casa de Borbón y el Archiduque Carlos, el entonces soldado Artigas Ordovás combatió a favor del nuevo monarca en el año 1710 en las batallas de Almenar, de Zaragoza, de Brihuega y de Villaviciosa.

Mapa político de Europa en 1713, y pérdidas territoriales españolas después del Tratado de Utretch.

Posteriormente se incorporó a los Dragones del Coronel Conde de Mauny con el cual intervino en el asalto del baluarte de Levante, y con la firma del Tratado de Utretch en 1713, no cesó la contienda.
En el interior español fue evolucionando hasta convertirse en una guerra civil entre los bandos borbónicos, con mayor apoyo en la Corona de Castilla, y los austracistas, con mayoría en la Corona de Aragón. Después de algunas acciones en los últimos reductos de resistencia en Cataluña, Artigas Ordovás actuó en el sitio de Cardona en 1711 y de Barcelona en 1713.
Las rebeliones no se extinguieron hasta 1714 con la capitulación de Barcelona y en 1715 con la de Mallorca ante las fuerzas del soberano español, y al finalizar la contienda de manera definitiva, Artigas Ordovás regresó a la villa de Albortón.
Para la Monarquía Hispánica las principales consecuencias de la guerra y el tratado de paz fueron las pérdidas de sus posesiones europeas, como ser el Ducado de Milán y Gibraltar en 1704, Menorca en 1708, los Países Bajos Españoles en 1711 y el Reino de Nápoles en 1713.
Por los Decretos de Nueva Planta también quedaron abolidas las leyes e instituciones propias de los reinos de Valencia y de Aragón el 29 de junio de 1707, de Mallorca el 15 de noviembre de 1715 y del Principado de Cataluña el 16 de enero de 1716, los cuales conformaban la Corona de Aragón que quedaba extinguida, lo que puso fin al modelo de monarquía compuesta de los Habsburgos.

### Viaje a la gobernación del Río de la Plata

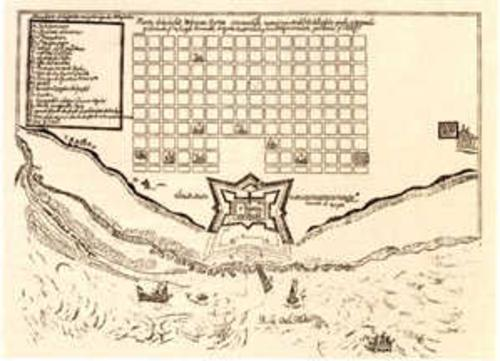
Plano de la ciudad de Buenos Aires y su fuerte homónimo (por José Bermúdez, en 1708).

La tranquilidad de los trabajos rurales de su familia con las cosechas de las viñas, los olivos y las plantaciones de trigo y su molienda para la elaboración de pan, no era un ambiente propicio para el joven guerrero.
Con el beneplácito de su padre, aquel joven hispano-aragonés partió del puerto de Cádiz el 1.º de abril de 1713 rumbo a la Sudamérica española, para radicarse en la ciudad de Buenos Aires que era la capital de la gobernación del Río de la Plata, una entidad autónoma en ese entonces del Virreinato del Perú.
A pesar de su falta de instrucción académica alcanzó cierta figuración al obtener una plaza de soldado en el escuadrón de caballería en dicha urbe, bajo las órdenes del capitán Martín José de Echauri.

## Vecino fundador de la ciudad de Montevideo y herencia familiar europea

### Penetración portuguesa en la Banda Oriental
Mientras tanto, el enclave portugués llamado Colonia de Sacramento —que había sido erigido el 28 de enero de 1680 e inmediatamente conquistado por fuerzas hispanas el 7 de agosto pero que tuvo que ser devuelto al Imperio portugués el 12 de febrero de 1683— luego de un sitio de cinco meses por el tercio de santafesinos que estaba financiado y comandado por el navarro-español Juan de Lacoizqueta, las fuerzas españolas nuevamente lo ocuparon en marzo de 1705, para cederla al gobernador de Buenos Aires.
El 6 de febrero de 1715, el Imperio español debió devolver Colonia de Sacramento y la isla San Gabriel al Reino de Portugal —según resolución definitiva del Tratado de Utretch que había comenzado en 1713— pero que no incluía a la Banda Oriental.

### Voluntarios hispanos para la bahía de Montevideo

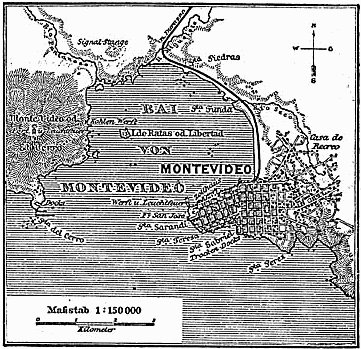
La ciudad de Montevideo, la bahía y el cerro homónimos, los arroyos Miguelete, Pantanoso y el Río de la Plata (en 1888)

En el año 1717 Artigas Ordovás se casó con Ignacia Xaviera Carrasco, y posteriormente lo haría también su cuñada María Martina en el año 1720 con el genovés Jorge Burgues, quien con su concuñado José González de Melo —casado con Francisca Carrasco— que era un joven ilustrado porteño, junto a sus familias respectivas se habían anotado como voluntarios el 10 de octubre de 1723 para avecindarse en la bahía de Montevideo, debido al riesgo de que los portugueses consolidaran y se expandiesen por la orilla oriental del Río de la Plata.

### Beneficiario de la herencia del abuelo paterno
Por estos años habría fallecido el padre de Juan Antonio Artigas Ordovás  y posteriormente, por el subsiguiente deceso de su abuelo, recibió en herencia su casona de dos pisos con balcones de fierro ubicada enfrente de la iglesia de San Sebastián, en la villa aragonesa de La Puebla de Albortón.
Y junto a su hermano fray Ignacio Artigas Ordovás heredaron las tierras y sus plantaciones de viñas, de olivares, de trigos y los molinos de este último para la producción de pan.

### El fuerte portugués y el desalojo por fuerzas españolas
Efectivamente el 22 de noviembre del mismo año, el maestre de campo portugués Manuel de Freytas Fonseca fundó el forte de Monteviéu, adelantándose al gobierno bonaerense y apoyándose en el tratado antes citado aunque el mismo solo abarcara al pueblo de Colonia de Sacramento y no a toda la Banda Oriental.
Consecuentemente fue confirmado por real cédula del 20 de diciembre para poblar aquel paraje y también la zona de Maldonado, por lo cual los españoles de Buenos Aires desplazaron a los portugueses del asentamiento el 22 de enero de 1724, dejando una guarnición provisoria en el lugar.

### Burgues como primer poblador civil de Montevideo
Su concuñado Jorge Burgues con una embarcación cruzó a la Banda Oriental, una vez capturada la bahía y el fuerte, y edificó firmemente una casa de piedra con techo de tejas, además de establecer una estancia en donde se transformó en propietario de una hacienda de ganado vacuno y caballar, y también poseía una huerta, y de esta manera se convirtió en el primer poblador civil de la bahía de Montevideo desde principios del mes de noviembre de 1724, por lo cual al estar bien asentado, su esposa María Martina de Carrasco se mudaría allí con él.

### Primer militar permanente y la fundación de la ciudad

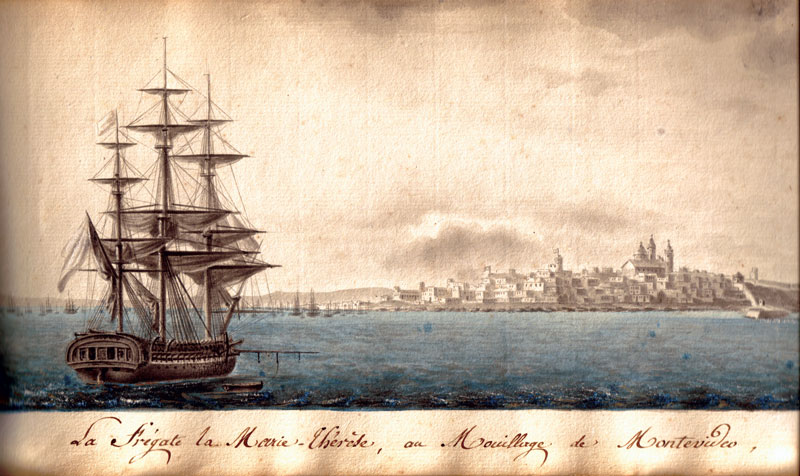
La ciudad de Montevideo, la entrada a la bahía homónima y el Río de la Plata.

Siguiendo los pasos de Burgues, Juan Antonio Artigas Ordovás se mudó a la bahía de Montevideo en diciembre de 1724 y una vez asentado regresó a Buenos Aires para que con su esposa, sus entonces cuatro hijas y los suegros, se trasladasen con él a la otra orilla del Plata en el año 1725, en donde se les adjudicaron oficialmente tierras y chacras.
De esta forma construyeron los primeros sillares, consiguiendo una inmediata prosperidad gracias a los esfuerzos del núcleo familiar, y él mismo se convertiría en el primer militar permanente de la futura capital, la cual fuera fundada formalmente por el gobernador español Bruno Mauricio de Zabala el 20 de diciembre de 1726, con el nombre de «Ciudad de San Felipe y Santiago de Montevideo».
El día 24 del corriente, Pedro Millán procedería a delimitar la alcaldía provincial de Montevideo por la costa rioplatense, desde la desembocadura del arroyo Cufré hasta el cerro Pan de Azúcar, adentrándose hacia el interior hasta llegar a las sierras, y de esta manera proceder a los repartimientos posteriores.

## Alcalde de hermandad y alférez real de Montevideo

### Inicios como granjero y nombramiento como cabildante
En el año 1728 se le adjudicó una chacra de unas 30 varas en el arroyo Pando y un par de años después, fue designado por el gobernador rioplatense Bruno Mauricio de Zabala en el cargo de alcalde de hermandad de Montevideo el 1.º de enero de 1730, pero por estar ausente le tomó juramento el día 3 del corriente, y simultáneamente que Bernardo Gaytán fuera nombrado como alcalde provincial.
Poco tiempo después, el 18 de enero del mismo año, se le concedió a Juan Antonio Artigas Ordovás una estancia de unas 400 varas sobre el arroyo Miguelete.

### Malones aborígenes y convenios de paz

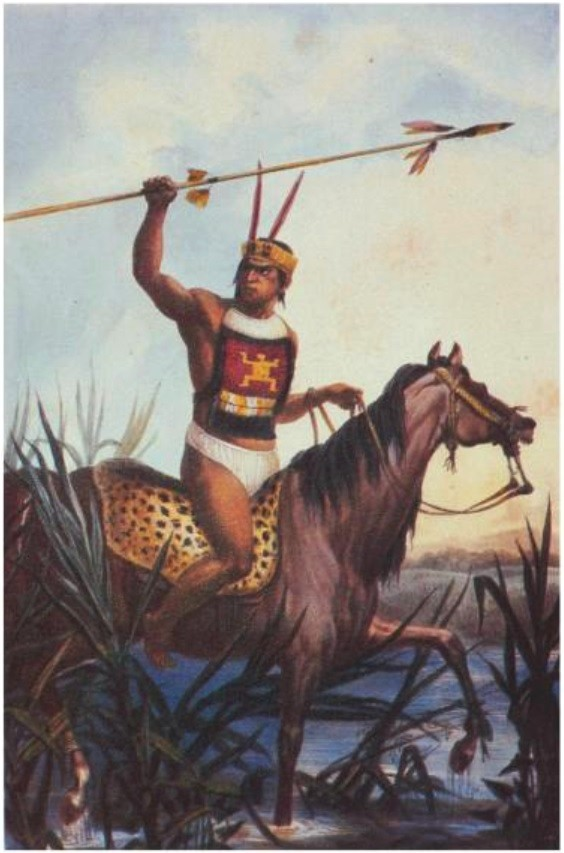
Guerrero charrúa (una de las dos estampas pintadas en 1823 por Jean-Baptiste Debret).

El 22 de enero de 1730 cuando se constituyó una fuerza militar para defender a la nueva ciudad, se lo ascendió al rango de capitán, y ante los malones de los aborígenes minuanes, en alianza con los charrúas con quienes terminarían fusionándose y con los portugueses del Estado del Brasil, atacaban a las estancias de Artigas como a las chacras de los vecinos montevideanos, al igual que a los españoles intramuros y a los guaraníes misioneros, entre los días 1.º y 3 de noviembre, por lo que se le confió al capitán Artigas la jefatura de la misma en enero de 1731, y en el año 1732 figuraba como alférez real.
El gobernador Zabala ordenó al Cabildo de Montevideo a conseguir un acuerdo con los indígenas que asolaban la campaña con robos y asesinatos, y por lo cual se comisionó al capitán Francisco Lemos que organizó una conferencia en la ciudad con el cacique Tacu y dieciocho minuanes que se comprometían en ocho días a regresar con otros caciques para sellar el acuerdo, pero quebrantaron lo capitulado.
Artigas como alférez real fue comisionado para lograr pactar con los citados minuanes y aliados, consiguiendo un convenio de paz el 22 de marzo de 1732, los cuales se comprometían a convivir entre los cristianos, además que serían castigados aquellos hispanos que los agrediesen y en caso de no cumplir lo pactado por parte de los minuanes se emprenderían nuevas expediciones en contra de ellos. Esto le valió ser reelecto como alférez real de Montevideo en el año 1733.

## Alcalde provincial de Montevideo y miembro de la V.O.T

### Nombramientos intermitentes como funcionario
Posteriormente en el mismo territorio —comprendido desde la desembocadura del arroyo Cufré por el oeste, el cerro Pan de Azúcar por el este y las nacientes de los ríos San José y Santa Lucía por el norte, siguiendo la línea de la Cuchilla Grande— fue nombrado como alcalde provincial el 1 de enero de 1735, luego nuevamente el 1 de enero de 1742 y por unanimidad el 1 de enero de 1743, fecha en que está también documentado como propietario de sementeras.
Juan Antonio Artigas y Ordovás fue designado por voluntad de su ya difunto yerno Fernando Enríquez, bajo testamento que había sido otorgado el 2 de febrero de 1746, junto a Diego de Mendoza que fuera el alcalde ordinario de segundo voto de Montevideo desde enero de 1746 hasta enero de 1748, como albaceas de su hija María Ignacia de Artigas y sus cuatro nietos herederos el 19 de septiembre de 1747.
El 18 de diciembre del mismo año, Artigas Ordovás solicitaba ser admitido en la Venerable Orden Tercera de San Francisco y le hizo de testigo el teniente Mateo Olier que lo había conocido 1727 en Zaragoza, cuando Olier formaba parte del regimiento de Cantabria, por lo cual fue admitido en la V.O.T en enero de 1748.

### Gobernación subordinada y la defensa ante los malones
El 11 de enero de 1751 asumió José Joaquín de Viana como el primer gobernador militar y político de Montevideo con la misma jurisdicción territorial de 1726, para unificar el mando sobre los alcaldes ordinarios, de hermandad y provincial, pero el cual se mantendría subordinado con cierta autonomía a la entonces gobernación del Río de la Plata, la cual estaba presidida desde junio de 1742 por el capitán Domingo Ortiz de Rozas, conde de Poblaciones desde 1754 (y tío bisabuelo del futuro líder confederal argentino Juan Manuel de Rosas).
En febrero de 1751 los indígenas minuanes junto a los charrúas rompieron el acuerdo con los cristianos y comenzaron con sus malones a las estancias montevideanas. Consecuentemente el capitán Francisco de Gorriti, comandante de la plaza montevideana, solicitó suministros de caballada, provisiones y municiones para hacer una expedición de pacificación al interior, aconsejando al Cabildo de Montevideo que ordenase que los vecinos de Santa Lucía y Canelones retirasen sus caballadas a la estancia de Felipe Pérez, y la de los vecinos del arroyo Pando al rincón de la estancia de Artigas.
En el censo de animales realizado en la alcaldía provincial de Montevideo el 8 de noviembre de 1753, aparece el hacendado y estanciero Juan Antonio Artigas como propietario de seiscientas cabezas de ganado vacuno, y él mismo figuraba en los padrones de vecinos de la ciudad de Montevideo de los años 1761, y al igual que su consuegro Felipe Pascual Aznar en los de 1764 a 1766.

### Testamento de Artigas y fallecimiento
Artigas Ordovás testó en Montevideo el 24 de diciembre de 1766, en donde en donde consta que estaba casado y con nueve hijos herederos, de los cuales dejó como albacea, junto a su madre, al que fuera alcalde provincial Martín José de Artigas. El 3 de febrero de 1775 otorgó un codicilo en el cual, entre otras disposiciones, estableció que su hijo José Antonio Artigas rindiese cuentas de la administración por el tiempo que estuvo a su cargo la estancia del arroyo Pando.
Finalmente el capitán Juan Antonio de Artigas Ordovás fallecería a los 82 años de edad, el 8 de abril de 1775 en la ciudad de Montevideo, capital del gobierno político y militar homónimo —que estaba subordinado a la gobernación rioplatense, la cual era una entidad autónoma dentro del Virreinato del Perú— y sería sepultado en el convento de San Francisco de Buenos Aires.

## Matrimonio y descendencia
El militar hispano-aragonés Juan Antonio de Artigas y Ordobas se unió en matrimonio el 25 de octubre de 1717 en la ciudad de Buenos Aires con la muy joven Ignacia Xaviera Carrasco y Melo Coutinho (Buenos Aires, mayo de 1701-Montevideo, 14 de enero de 1773).
Sus suegros eran el capitán y maestre de campo andaluz Salvador Carrasco (Málaga, ca. 1655-Buenos Aires, 17 de junio de 1723) —cuyos padres fueran Sebastián Carrasco (n. ca. 1625) y su esposa María Josefa Dominga Fernández de los Cobos (n. ca. 1635)— y la infanzona Leonor de Melo-Coutinho y Rivera (Buenos Aires, 6 de enero de 1666 - ib., 1755), casados en Buenos Aires desde el 3 de mayo de 1681. Esta última era una bisnieta del alcalde porteño Juan de Melo Coutiño, tataranieta del segundo capitán donatario capixava Vasco Fernandes Coutinho "el Hijo" y chozna del teniente de gobernador general cuzqueño Pedro Álvarez Holguín y del fidalgo real portugués Vasco Fernandes Coutinho "el Viejo", que era el primer capitán donatario del Espíritu Santo del Gobierno General del Brasil, el cual formaba parte del Imperio portugués.
Su cuñada mayor era María Leonor Carrasco y Melo Coutinho (Buenos Aires, 22 de junio de 1690-ib., 13 de junio de 1763) que se enlazó con el español Manuel de Escobar y Bazán (n. Sevilla, 6 de noviembre de 1681) —un hijo de los hispano-andaluces Juan de Escobar y Hurtado de Mendoza y de su esposa Juana de Bazán y Ávalos— y que fueran los padres de María Rosa de Escobar y Carrasco (n. Buenos Aires, 12 de noviembre de 1717) que se uniría en matrimonio con el alférez Juan José de Gadea y Barragán (Buenos Aires, 24 de diciembre de 1713 - Mercedes, 1778), para concebir a María Nicolasa de Gadea y Escobar, esposa (Buenos Aires, 1 de agosto de 1759) de su pariente el teniente Juan de Espinosa y Cordobés. Otra cuñada era Francisca Javiera Carrasco y Melo Coutinho, que se casó en Buenos Aires el 24 de noviembre de 1716 con el alguacil mayor porteño y alcalde de primer voto montevideano José González de Melo. La menor de las cuñadas era María Martina Carrasco y Melo Coutinho que se casó el 20 de febrero de 1720 con el genovés Jorge Burgues y Posansa, el primer poblador civil de la futura ciudad de Montevideo.
Fruto del enlace entre Juan Antonio Artigas Ordovás y de Ignacia Javiera Carrasco nacieron por lo menos doce hijos:
- Antonia Josefa de Artigas Carrasco[31][40][41] (Buenos Aires, 9 de enero de 1719-Montevideo,[2][32] después de 1777)[42][43] que había sido bautizada el 13 de enero del año y ciudad de nacimiento[31] y se casó el 3 de junio de 1734 en Montevideo con Ignacio González[32] (ca. 1704-antes de 1774), al cual le habían adjudicado en propiedad una estancia en Canelón Chico en el año 1756 que heredaría a su esposa.[42] El matrimonio tuvo siete hijos: José Antonio, María, Francisco, Luisa, Justa, Petrona y Manuela González Artigas, y el 1.º de noviembre de 1763, Antonia Artigas nombró a su padre como albacea testamentario e instituyó como legítimos herederos a sus hijos.[44]
- María Ignacia de Artigas Carrasco[22][40] (ib., 29 de julio de 1720[2]-Montevideo, 23 de julio de 1808) que había sido bautizada el 2 de agosto del año y ciudad de nacimiento[31] y se enlazó en Montevideo en 1737[41] con Fernando Enríquez[22][41] (ca. 1707-Montevideo, 19 de septiembre de 1747), y con quien concibió a cuatro hijos.[22]
- María de la Encarnación de Artigas Carrasco[31][40] (ib., 4 de abril de 1722-Buenos Aires, 24 de septiembre de 1762)[2][41][45] que había sido bautizada el 7 de abril del año y ciudad de nacimiento[31] y se enlazó en primeras nupcias muy joven el 12 de enero de 1735 con Pedro Mendoza[41] (f. Buenos Aires, e/ 1743 y 1744)[45] y en segundas nupcias en 1746 con José Escobar, siendo este último quien le dejó descendientes.[41]
- Catalina de Artigas Carrasco[31][40] (ib., 24 de enero de 1724-e/ 1767 y 1771),[2][41] que había sido bautizada el 26 de enero de 1725 en la ciudad de nacimiento[31] y se matrimonió en Montevideo en el año 1742 con Diego González y con quien tuvo descendientes.[41]
- Juan Antonio de Artigas Carrasco (n. Montevideo, 1727) que fuera bautizado el 22 de enero de 1728 en la ciudad de nacimiento,[31] pero fallecido joven.[40]
- Petrona Josefa de Artigas Carrasco[40] (ib., 19 de enero de 1728-Buenos Aires, 1767) que se unió en matrimonio en Montevideo en el año 1740 con Paulino Trías, y con quien tuvo descendientes.[46]
- Martín José de Artigas Carrasco[40][47] (n. ib., e/ enero y agosto de  1733) que se casó el 23 de mayo de 1757[48] con Francisca Antonia Arnal[47] (Montevideo, 18 de febrero de 1743[48]-estancia del Sauce, 20 de agosto de 1803),[49] una miembro de la Venerable Orden Tercera de San Francisco desde 1768, año en que ella modificó el apellido paterno,[48] e hija única legítima del estanciero Felipe Pascual Asnar (n. Illueca de Zaragoza, ca. 1713), también miembro de la V.O.T desde 1756, y de su esposa María Rodríguez Camejo (La Laguna de Tenerife, islas Canarias, 1714[50]-Montevideo, 15 de febrero de 1772). Fueron padres de Martina Artigas,[47] del general patriota rioplatense y caudillo federal José Gervasio de Artigas[1] (Montevideo, 19 de junio de 1764 - Quinta Ybyray de Asunción del Paraguay, 23 de septiembre de 1850) —que a su vez era bisabuelo del concejal nacional sorianense Dionisio Viera Lacarra-Artigas[51][52] (n. Mercedes de Soriano, 1855), el cual también fuera nieto del coronel Pedro José Viera y bisnieto del coronel y gobernador militar patagón Martín Lacarra— y de Manuel Francisco Artigas (Montevideo, 21 de julio de 1769 - ib., 12 de mayo de 1822). Martín José fue nombrado albacea junto a su madre, por testamento del padre.[40]
- Esteban José de Artigas Carrasco[40][53][54] (n. ib., enero de 1735) que se unió en primeras nupcias en 1755[54] con Ana María López y González Padrón[53][54] para concebir al coronel Manuel Antonio de Artigas (ib., 28 de marzo de 1774 - ib., 24 de mayo de 1811), un héroe de la Guerra de la Independencia Argentina. En segundas nupcias en 1796[54] con Manuela Gastan (f. 1801).[54]
- Francisca Josefa de Artigas Carrasco[31][40][46] (ib.,[46] 12 de marzo de 1739[46] - f. 1831)[46] que se matrimonió en Montevideo[46] en el año 1755[46] con José Díaz de Villagra,[46] y a quien le dio sucesores.[46]
- José Antonio de Artigas Carrasco[31][40][54] (ib.,[31] 21 de noviembre de 1741[54] - f. después de 1811)[54] que había sido bautizado el 26 de noviembre del año y ciudad de nacimiento[31] y se casó en 1761[54] con Tomasa López,[54] con quien tuvo descendientes.[54]
- María Martina de Artigas Carrasco[31] (n. ib.,[31] e/ junio y 24 de agosto de 1744),[31] fallecida joven.[40]
- María Francisca de Artigas Carrasco[31] (n. ib.,[31] e/ enero y 25 de febrero de 1747),[31] fallecida joven.[40]

## Homenajes
- En el año 1976 a la localidad de Barros Blancos se le cambió el nombre por el de Capitán Juan Antonio Artigas, pero en 2007 se le devolvió el nombre original.